# Мандья (округ)
Мандья (канн. ಮಂಡ್ಯ ಜಿಲ್ಲೆ; англ. Mandya) — округ в индийском штате Карнатака. Образован в 1939 году. Административный центр — город Мандья. Площадь округа — 4961 км². По данным всеиндийской переписи 2001 года население округа составляло 1 763 705 человек. Уровень грамотности взрослого населения составлял 61 %, что немного выше среднеиндийского уровня (59,5 %). Доля городского населения составляла 16 %.